# Li Wenwen
Li Wenwen (xinès (Xina): 李雯雯)  (Anshan, República Popular de la Xina, 5 de març de 2000) és una aixecadora de peses xinesa que competeix en la categoria de +87 Kg. Ha participat en dues Olimpíades, guanyant la medalla d'or en ambdues (Tòquio 2020 i París 2024). El 25 d'abril de 2021, en el Campionat d'Àsia de Taixkent, va aconseguir els 3 rècords del món vigents en la categoria, aixecant 148 Kg en l'arrencada, 187 Kg en els dos temps i amb un total de 335 Kg. A més, ha guanyat 2 medalles d'or en els Campionats del Món i 3 medalles d'or en els Campionats d'Àsia.

## Trajectòria professional
| Jocs Olímpics     | Jocs Olímpics | Jocs Olímpics | Jocs Olímpics |
| Any               | Seu           | Posició       | Categoria     |
| ----------------- | ------------- | ------------- | ------------- |
| 2020              | Tòquio        | 1             | +87 Kg        |
| 2024              | París         | 1             | +81 Kg        |
| Campionat del Món |               |               |               |
| 2019              | Pattaya       | 1             | +87 Kg        |
| 2022              | Bogotà        | 1             | +87 Kg        |
| 2023              | Riad          | DNF           | +87 Kg        |
| Campionat d'Àsia  |               |               |               |
| 2019              | Ningbo        | 1             | +87 Kg        |
| 2020              | Taixkent      | 1             | +87 Kg        |
| 2023              | Jinju         | 1             | +87 Kg        |